# Самба (фільм, 2014)
«Самба» (фр. Samba) — драматична кінокомедія 2014 року тандему французьких режисерів Олів'є Накаша та Еріка Толедано за романом Дельфіни Кулен (Delphine Coulin) «Самба для Франції». Фільм фактично повторює тему їх попередньої роботи — комедії «Недоторканні». Головну роль у фільмі грає Омар Сі, який є однією з найбільших зірок у французькому кіно. Прем'єра фільму відбулася у 2014 році на Міжнародному кінофестивалі в Торонто 7 вересня 2014 року. У Франції його показали у кінотеатрах 15 жовтня 2014. У США — 24 липня 2015.

## Сюжет
У фільмі розповідається про важке життя у Франції вихідця з Сенегалу, добродушного здорованя на ім'я Самба, який намагається працювати перебуваючи на нелегальному становищі вже десять років. Службовець імміграційної служби Аліса, яка допомагає йому уникнути виселення з Франції, теж не може влаштувати своє особисте життя. Вона зближується з Самбою, хоч їй не можна вступати в занадто близький контакт зі своїми підопічними.

## Ролі виконували
- Омар Сі — Самба Сіссе
- Шарлота Генсбур — Аліса
- Тахар Рахім — Вільсон
- Ізя Іжлен — Маню
- Елен Венсан — Марсель
- Лія Кебеде — Магалі

## Нагороди
Фільм був обраний для «Гала Презентації» на Міжнародному кінофестивалі у Торонто 2014 року.